# Adonisea californica
Adonisea californica är en fjärilsart som beskrevs av George Francis Hampson 1903. Adonisea californica ingår i släktet Adonisea och familjen nattflyn. Inga underarter finns listade i Catalogue of Life.